# Sifaca sedós
El sifaca sedós (Propithecus candidus) és una espècie de primat estrepsirrí de la família dels índrids. Aquest lèmur es caracteritza pel seu pelatge blanc, llarg i sedós. El seu àmbit de distribució es limita a una petita zona del nord-est de Madagascar, on se'l coneix amb el nom vulgar de simpona. És un dels mamífers més rars del món, i la Unió Internacional per a la Conservació de la Natura (UICN) l'ha inclòs a la seva obra Els 25 primats més amenaçats del món.